# Anarquismo na Argentina
O anarquismo  tem antecedentes na Argentina desde o século XIX, com a influência de anarco-comunistas como Enrico Malatesta e Piotr Kropotkin . No início do século XX o anarquismo na Argentina teve o seu apogeu com a Federación Obrera Regional Argentina, uma organização de tipo anarco-sindicalista; a repressão sindical levaram às chamadas Semana Trágica e a  Patagonia trágica.

## História
Dos movimentos anarquistas na América Latina, a Argentina desenvolveu o mais poderoso. Sendo o país mais industrializado e urbanizado, o movimento anarquista argentino permaneceu um movimento predominantemente dos trabalhadores. 
Em 1901, devido ao aumento súbito dos sindicatos, a FORA foi fundada pelo imigrante italiano Pietro Gori. Os sindicatos, nos foros eram conhecidos como Sociedades de resistência. As Sociedades estavam encarregadas de propagar o anarquismo ao proletariado, bem como a realização de greves. 
Em 1905, a Federación Obrera Regional Argentina saiu vitoriosa sobre os sociais-democratas. No Congresso da Federación Obrera Regional Argentina, uma resolução aprovada promoveu o amplo estudo do uso de princípios filosóficos e econômicos anarco-comunista. A Federación Obrera Regional Argentina também limita o surgimento de outros sindicatos, declarando que essas uniões eram meramente produtos de uma sociedade capitalista. 
A Federación Obrera Regional Argentina também começou uma série de greves. Em 1909, uma manifestação liderada pelos anarquistas em Buenos Aires foi reprimida pela polícia. Na raiva, um jovem anarquista atirou no Chefe de Polícia. Em 1919, com a adesão à Federación Obrera Regional Argentina atingiu mais de vinte mil, o país começou indo em direção a bandeira da revolução, durante o que é conhecido como a Semana Trágica, seguido de uma greve realizada pela Federación Obrera Regional Argentina, onde mais de mil pessoas foram mortas e mais de cinquenta mil presas. 
Como muitos países na América Latina, o sucesso dos bolcheviques na Rússia enfraqueceu o movimento anarquista. No entanto, a Federación Obrera Regional Argentina havia permanecido a maior organização da classe trabalhadora na Argentina. Pela década de 1950, começou a servir como um grupo de propaganda. O anarquismo argentino não foi completamente dizimado. Pequenos grupos anarquistas continuam a existir e um jornal anarquista fundado em 1897, chamado La Protesta ainda circula.